# Non sequitur (figura literaria)
Un non sequitur (en latín, "no se sigue", con el sentido de "no se desprende lógicamente de lo anterior") es un recurso literario y dialógico, frecuentemente utilizado para propósitos humorísticos. Consiste en decir algo que no encaja lógicamente con lo que se ha dicho antes, y que resulta por eso divertido o sorprendente.
Por ejemplo, una copla popular asegura:

En el mar hay un pescado / que tiene la cola verde. / Desengáñate, María, /
que tu novio no te quiere.

Los versos tercero y cuarto no parecen tener relación lógica alguna con los dos primeros, por lo que estamos ante un non sequitur.
En la lógica discursiva, el concepto de Non sequitur (lógica) designa a una falacia.
- Datos: Q1780448